# الشركات البحرية الحرة
كانت الشركات البحرية الحرة (عُرفت في السابق بقوات البحر، وأعيدت تسميتها وتنظيمها في ما بعد إلى القوات البحرية) مجموعةً من وحدات المشاة المستقلة الملحقة بالبحرية الملكية الفرنسية (بالفرنسية: البحرية الملكية) كان من المقرر أن تخدم في البر والبحر. شكلت هذه القوات القوة العسكرية الرئيسية لفرنسا القادرة على التدخل في الأعمال الحربية وتسلُّم الحاميات في أوتر مير (ما وراء البحار) منذ عام 1690 حتى عام 1761.
كانت الشركات المستقلة للبحرية وجنود المستعمرة النظاميون تحت سلطة وزير البحرية الفرنسي، الذي كان مسؤولًا أيضًا عن البحرية الفرنسية والتجارة الخارجية والمستعمرات الفرنسية.
في فرنسا الجديدة، كان هؤلاء الجنودَ النظاميين الوحيدين الموزعين من قبل التاج منذ عام 1685 حتى عام 1755، وأُرسلت في ذلك العام العديد من كتائب الجيش إلى أمريكا الشمالية خلال حرب السنوات السبع بين فرنسا وبريطانيا العظمى التي اندلعت في أوروبا وأمريكا الشمالية.
بدأت وزارة البحرية الفرنسية باستخدام الشركات للدفاع عن سيطرتها على تجارة الفراء في أمريكا الشمالية مع بعض القبائل ولسلامة المدنيين المحليين من الدول الغازية لاتحاد إيروكوا خاصة دولتي موهاوك وسينيكا القويتين. في عام 1756، بعد بداية حرب السنوات السبع (عُرفت باسم الحرب الفرنسية الهندية من قبل المؤرخين الأمريكيين)، استُبدلت الشركات في فرنسا الجديدة بوصول وحدات ضخمة من الجيش النظامي بقيادة لويس جوزيف دي مونتكالم. بعد سقوط مونتريال بيد القوات البريطانية في عام 1760، أمَر المنتصرون بحل الشركات في كندا. بعد انتهاء الحرب في عام 1763، تنازلت فرنسا جميع أراضيها في أمريكا الشمالية شرقي نهر الميسيسيبي إلى البريطانيين.
في عام 1992 أعادت القوات البحرية الكندية الاحتياطية إحياء الشركات بصفتها وحدة إعادة تاريخية. وقامت بجولة في البلاد.

## تطور القوات البحرية

### المنشأ
يُعتقد أن تاريخ تأسيس القوات الاستعمارية الفرنسية يعود إلى عام 1622 من قبل الكاردينال ريتشيليو من شركات البحر العادية البالغ عددها 100. خدمت هذه الوحدات بصفتها جنودًا على متن السفن البحرية التابعة للبحرية الملكية. أدت حالات الهجر والفيضانات ونقص التمويل والاهتمام الحكومي إلى تقليل فعاليتها إلى حد كبير. في عام 1626، أنشأ ريتشيليو فوج البحرية الذي كان مالكًا له وقائده الفخري. أظهر الفوج قدرته في معارك محدودة على طول الساحل الإقليمي حتى جزر ليرينز، بالقرب من كان، وفي خليج بسكاي.
أنشأ ريتشيليو أفواجًا أخرى للحفاظ على جهود الاستعمار الفرنسي في فرنسا الجديدة. دعم ريتشيليو الجهود الوطنية في جزر الأنتيل، ووصل المستعمرون الفرنسيون الأوائل إلى جزر غواديلوبي ومارتينيك (أطلق عليها الفرنسيون تسميتها) في العام 1630. تنوعت فترة خدمة الأفواج: فوج دو هافر (1636-1642)، فوج دي إيليس (احتلّ موقع إيليس دي ري وأوليرون في عامي 1636-1663) وفوج دي غاليري في تولون. أنشأ لويس الثالث عشر فوج دي فايسو (1638-1643).
جُدّد فوج دي فايسو من قبل الكاردينال مازارين في عام 1664 وأعيدت تسميته إلى فوج فايسو مازارين. سُمّي الفوج فوج فايسو بروفينس في عام 1658، وبعد ذلك فوج رويال فايسو في عام 1669.
في عام 1669، أنشأ وزير البحرية جان بابتيست كولبيرت والمطور المتحمس للبحرية الملكية (البحرية الملكية الفرنسية) والجهود الكولونيالية فوجين: فوج رويال لا مارين وفوج دي لاميرال، ووُزّعت قواتهما بين المنشآت البحرية في دنكيرك ولوهافر وبريست وروشفورت وتولون. ولأول مرة كانوا يرتدون الزي الرمادي الأبيض مع سترة زرقاء، وأصبح هذا الزي التقليدي بالنسبة لهم.
في عام 1670 كان هناك تغييرات كبيرة بإدارة كولبيرت وفرانسوا ميشيل لي تيلير، اللذين كانا على التوالي وزير البحرية ووزير الحرب.